# Aeolus fleutiauxi
Aeolus fleutiauxi is een keversoort uit de familie kniptorren (Elateridae). De wetenschappelijke naam van de soort is voor het eerst geldig gepubliceerd in 1893 door Candèze. De soort werd genoemd naar de Franse entomoloog Edmond Fleutiaux.